# Mingyue Shan
Mingyue Shan (kinesiska: 明月山) är en bergskedja i Kina. Den ligger i provinsen Sichuan, i den sydvästra delen av landet, omkring 310 kilometer öster om provinshuvudstaden Chengdu.
Genomsnittlig årsnederbörd är 1 585 millimeter. Den regnigaste månaden är maj, med i genomsnitt 299 mm nederbörd, och den torraste är januari, med 17 mm nederbörd.